# كنار سياه
 كنار سیاه  قرية كبيرة تتبع بلدة جناح (بالفارسية: بخش جناح ) من توابع مدينة بستك وتقع في محافظة هرمزگان في جنوب إيران. إحدى قرى « إقليم فرامرزان». قرية «كنار سیاه» تقع شرقي قرية كمشك بمسافت كيلومترين. وتقع القرية على ضفة نهر مسمى بــ «رودخانه گری»، والذي يصب في نهر مهران في نهاية الأمر في أقصى جنوب القرية. 

## حدود کنار سیاه
حدود کنار سیاه: من الشمال قرية عالي أحمدان، ومن الجنوب «جبل »، ومن الغرب قرية كمشك، ومن الشرق تنتهي بـقرية داربست.

## السكان
يبلغ عدد سكان هذه القرية حسب تعداد السكان لعام 2006 للميلاد، (1,029) نسمه (185 عائلة) من أهل السنة والجماعة وعلى المذهب الشافعي. يتكلمون اللغة الفارسية باللهجة المحلية، وكذلك هناك بضعة أشخاص يجيدون اللغة العربية، القرية بها مسجد، ومدرسة ابتدائية وعيادة صحية صغيرة، وشبكة المياه والكهرباء والهاتف، بها مزارع النخيل، وأراضي خصبة لزراعة القمح والشعير، وعدة برك لحفظ مياه الأمطار، إذا سالت الأودية أيام هطول الأمطار الموسمية.

## الكوخرديين بنوا هذه القرية
يقال: أن سكان القرية القدماء نزحوا من ناحية كوخرد إلى هذه المنطقة بعد النكبة التي أحدثها صادق خان واستوطنوا في سهل (كنار سياه)، حيث كان معظم الكوخرديين يمتهنون بمهنة الزراعة، وكانت أراضيهم خصبة، وكانوا يزرعون مناطق شاسعة ابتداء من دشت پاراو (سيح شلجير) حـتـى صحراء خلوص، وصولاً الـى حدود جناح في منطقة تسمى صحراء ميرسان حتى حدود بهادنان، ولكن مع مرور الزمان ظهرت أسباب عديدة أدت إلى زوال هذه النعمة، وتفرقوا في شتى بقاع الأرض، بعد تدمير سيبه (كوخرد) من قبل صادق خان، بعض منهم وصلوا إلى حدود فرامرزان وسكنوا في شمال منطقة فرامرزان، في البرية كانت بها غابة كثيفة من أشجار السدر (1)، والسمر(2) والغاف(3)، وكانت تسمى هذه المنطقة «كنار سياه»
أي (السِدرَة السوداء)، وبنوا بيوتهم على تلة مشرفة على غابة السدر، كذلك بعض الأخر عبر البحر حتى وصلوا إلى الهند وزنجبار وعمان واشتغلوا بالفلاحة، وبعضهم اشتغلوا في الحراسة في قلعة الجلالي (برج جلالي) في مسقط.و مجموعة أخرى وصلت إلى منطقة القابندية على الساحل، وهناك محلة باسمهم يسمى (محلة كوخردية).
- 1.  السدر: أو السدرة، شجـرة النـبـق، وقـد ورد ذكرها في القـرآن الكريم.
  2.  السمر: شجـر من العـضاء (كل شجر يعظم وله شوك).
  3.  الغاف:  شجرة شوكية من الفصيلة البقولية التي تنمو في البيئة الصحراوية الحارة. تنتشر اشجار الغاف في عدة مناطق منه شبه الجزيرة العربية وبلاد الشام وإيران.

## وصلات خارجية
- التقسيمات الادارية لمحافظة هرمزگان